# Bryobium hyacinthoides
Bryobium hyacinthoides là một loài thực vật có hoa trong họ Lan. Loài này được (Blume) Y.P.Ng & P.J.Cribb mô tả khoa học đầu tiên năm 2005.

## Hình ảnh

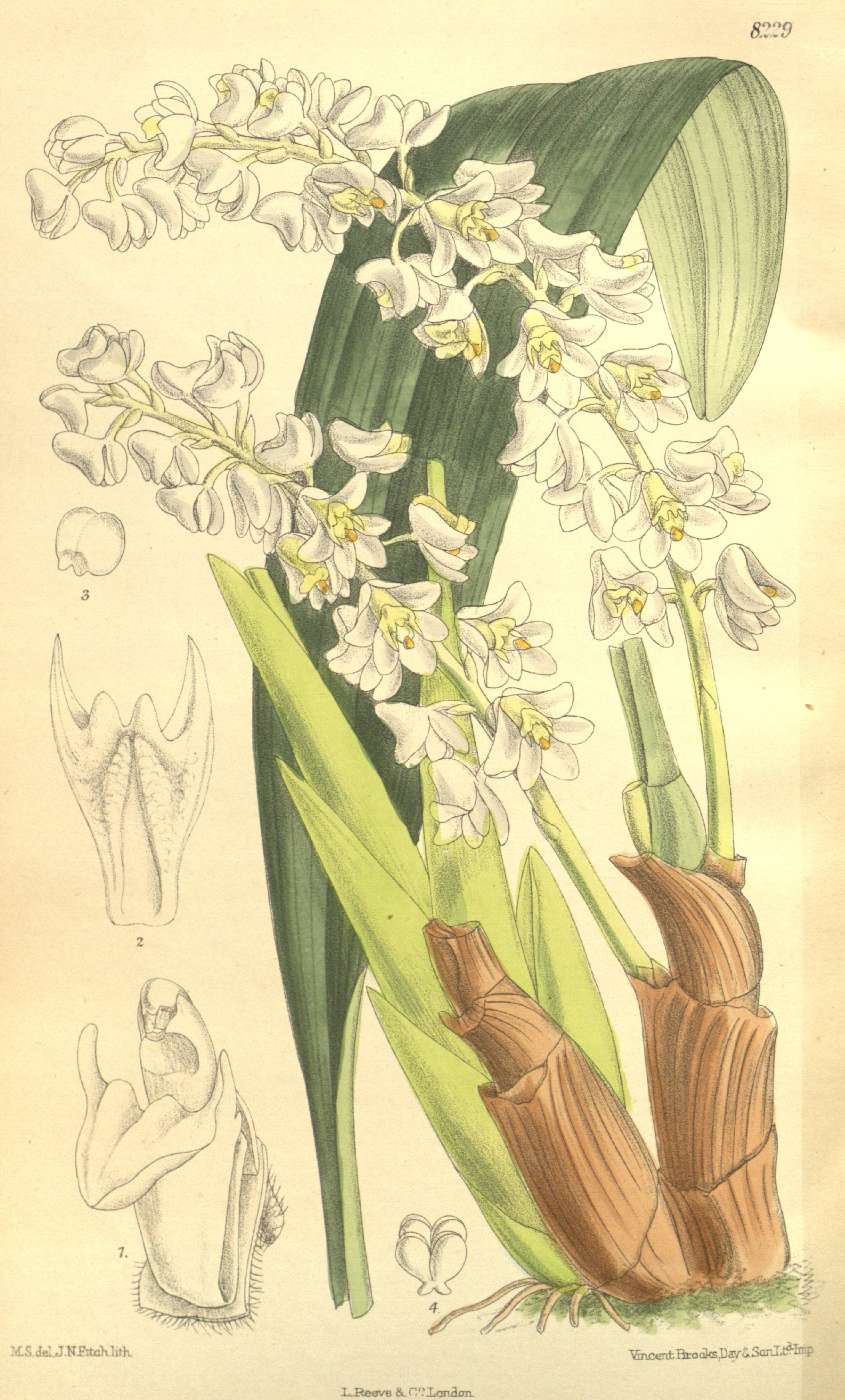
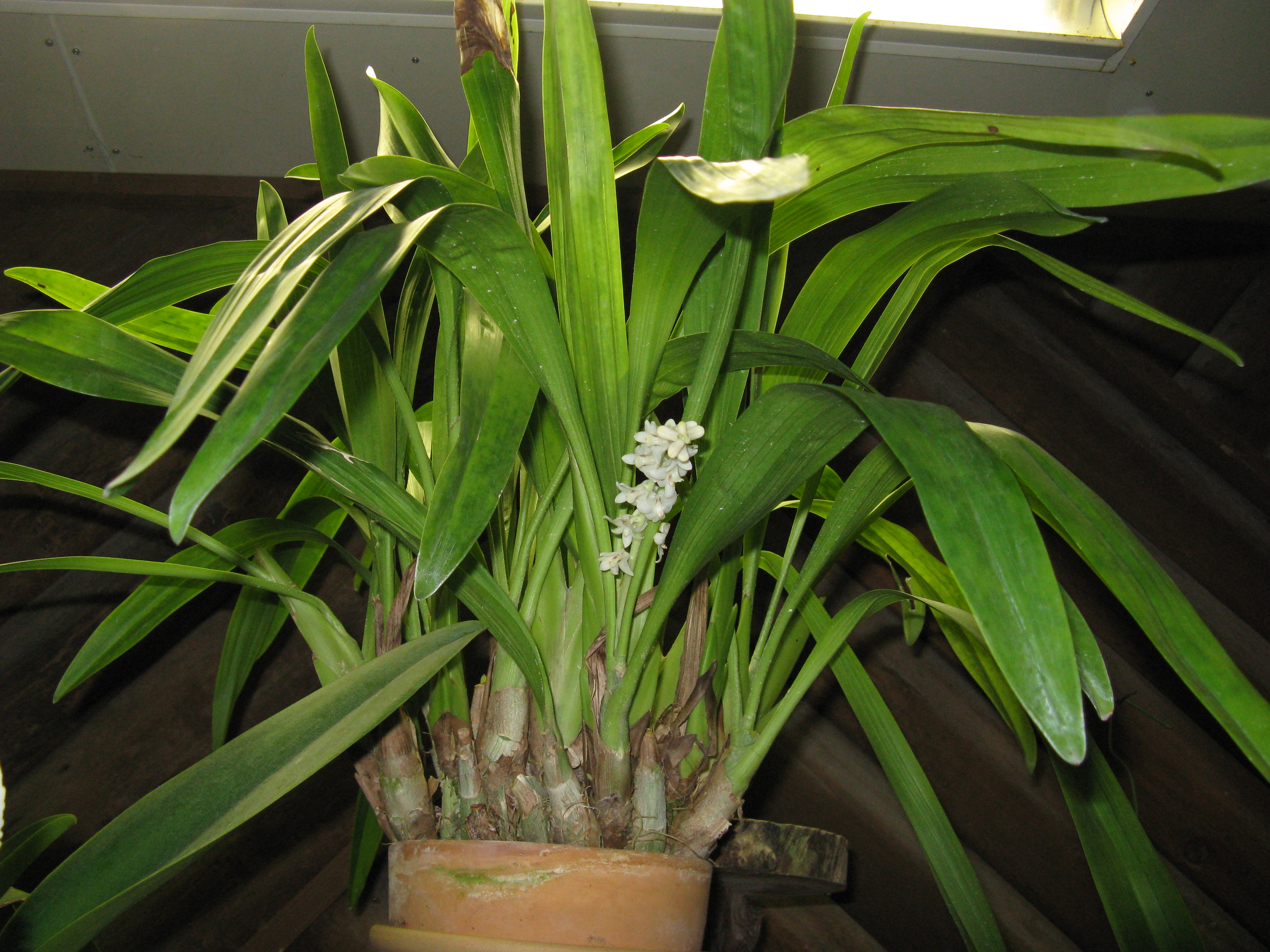
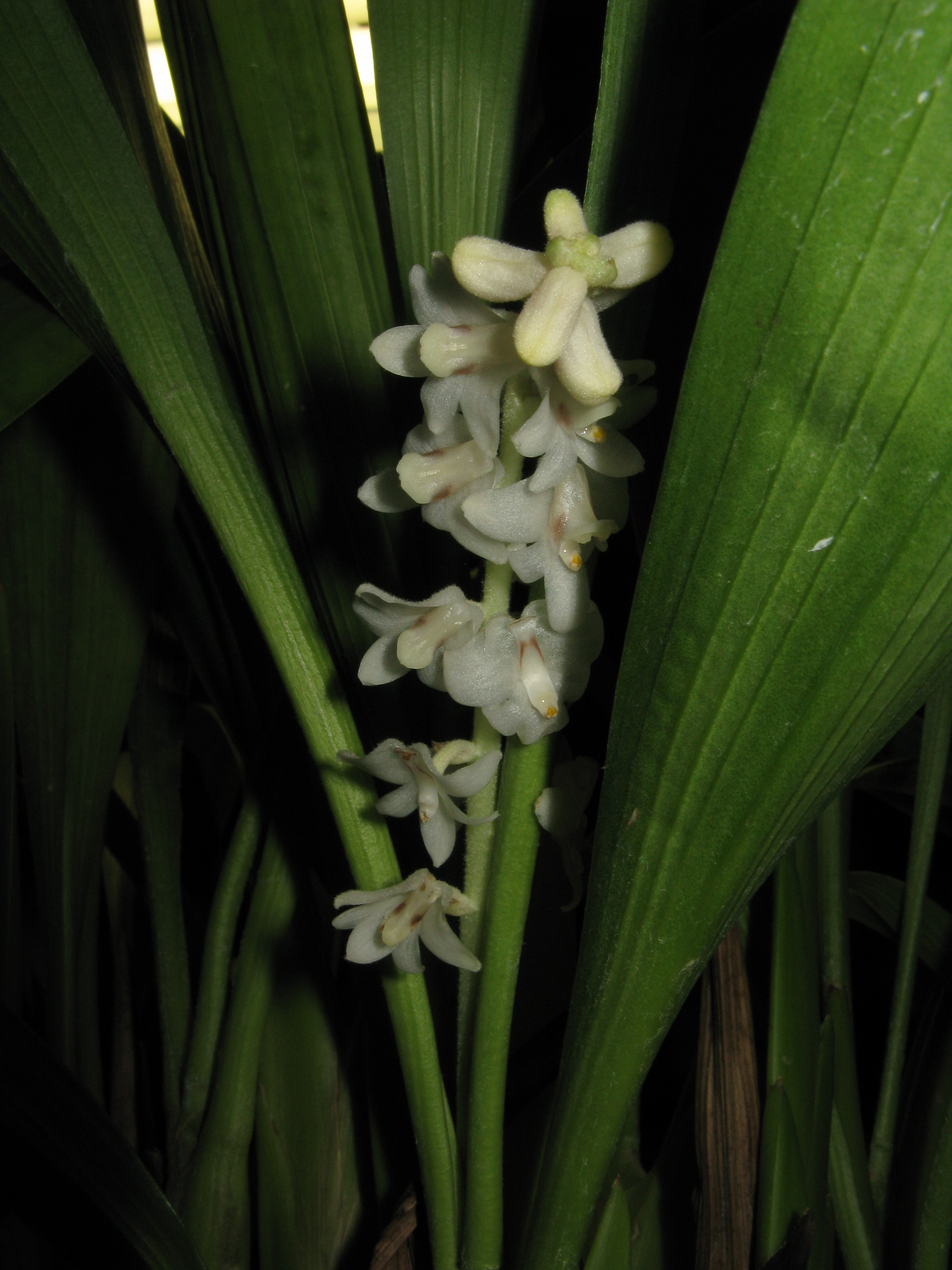
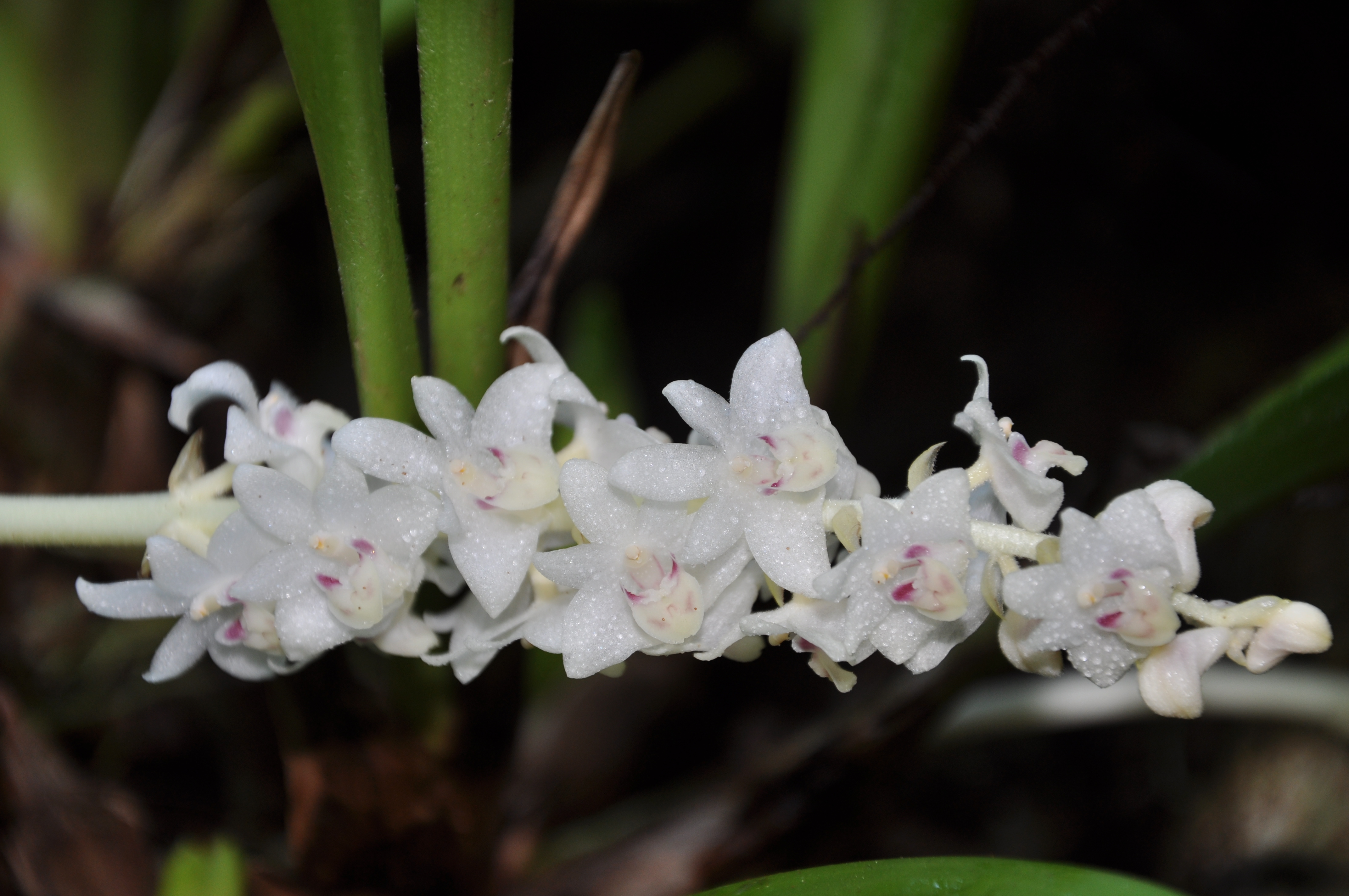